# MOON44
『MOON44』（Moon 44）は、1990年のアメリカ・ドイツ合作映画。

## あらすじ
西暦2039年の地球は資源が枯れ果てており、多国籍企業が他の鉱山惑星に出向いて激しい勢力争いを繰り広げていた。

## キャスト
※括弧内は日本語吹き替え
- フェリックス・ストーン - マイケル・パレ（大塚明夫）
- リー少佐 - マルコム・マクダウェル（家弓家正）
- テリー・モーガン - リサ・アイクホーン（小山茉美）
- タイラー - ディーン・デヴリン（島田敏）
- ジェイク・オニール - ブライアン・トンプソン（玄田哲章）
- クッキー - スティーヴン・ジェフリーズ（梁田清之）
- サイクス軍曹 - レオン・リッピー（田中信夫）
- マルク - マフメット・ユルマズ（難波圭一）
- 議長 - ロスコー・リー・ブラウン（上田敏也）
- レネ・エステヴェス
- スティーヴンス将軍 - アレック・マードック（江原正士）